# 한국가정법률상담소
한국가정법률상담소(韓國家庭法律相談所, Korea Legal Aid Center for Family Relations)는 경제적으로 어렵거나 법을 모르기 때문에 어려움을 겪고 있는 사람들에게 양질의 법률서비스를 무료로 제공하기 위해 설립된 대한민국의 법률구조법인이다. 대한민국 최초의 법률구조기관이다. 서울특별시 영등포구 국회대로 76가길 14)에 위치하고 있다.

## 연혁
- 1956년 8월 25일 여성문제연구원 부설 ‘여성법률상담소’로 창립
- 1958년 12월 8일 「백문백답 여성법률상담실기」발간
- 1961년 12월	   인권주간에 전매청 의주로 공장과 태창방직에 출장상담 시작
- 1962년 11월 13일 아시아재단으로부터 가정, 여성법률 관계도서를 기증받아 가정문제 도서관 설치를 위한 도서수집 시작
- 1963년	   가정법원 설치를 주장하고 가사심판법의 제정에 관여
- 1964년 3월	   이화여자대학교 법정대학 법학과의 법률임상실습 교육 시작
- 1966년 3월 25일 광주지부 개소
- 1966년 6월 28일 상담소의 운영을 돕기 위한 여성후원회 ‘10인 클럽’ 조직
- 1966년 8월 18일 ‘가정법률상담소’로 명칭을 변경하고, 법무부에 사단법인 등록
- 1967년 1월 17일 상담소 운영을 돕기 위한 여성후원회 ‘17인 클럽’ 조직
- 1967년 10월 5일 창립 11주년을 맞이하여 창립기념일을 10월 5일로 정함.
- 1968년 7월 3일 부산지부 개소
- 1968년 10월 10일 상담사례집 「가정법률 상담사례 실기」발간
- 1970년 8월 23일 국제법률구조협회(International Legal Aid Association)에 회원가입하여 이사국이 됨
- 1971년 10월 5일 신문「가정상담」창간, 연 1회 발간 시작
- 1976년 4월	  ‘공인법인 설립 운영에 관한 법률’에 의해 공익법인으로 승인받고 명칭을 ‘한국가정법률상담소’로 변경
- 1976년 5월 10일 여성백인회관 기공식 거행, 건축공사 시작
- 1976년 8월 10일 상담사례집 「어떻게 할까요?」 발간
- 1976년 12월 30일 여성백인회관 완공, 상담소 이전
- 1977년 6월 1일 가족법 개정운동의 일환으로 동성동본혼인문제 신고센터 설치
- 1977년 10월 22일 혼인부조(무료결혼식) 사업 시작
- 1977년 12월 10일 이동순회상담 시작
- 1978년 3월 24일 어머니학교 개설 (어머니학교 입학식 - 1978. 4. 7)
- 1978년 4월 6일 출판사 ‘한국가정법률상담소 출판부’등록
- 1979년 5월 1일 법률구조를 위한 ‘백인변호사단’창단
- 1981년 2월	   연세대학교 법률구조상담소와 공동으로 '청소년상담실' 설치
- 1981년 4월 9일 신문 「가정상담」을 격월간 정기간행물로 등록
- 1982년 5월 28일 노인문제 전문상담을 위해 ‘노인복지상담실’설치
- 1983년 7월	   미국 California주 L.A지부 개소
- 1983년 10월	   미국 Washington주 Seattle지부 개소
- 1983년 11월 8일 서울 신당동지부 개소
- 1984년 7월 18일 3차 가족법 개정운동 추진을 위해 가족법 개정을 위한 여성연합회 결성 (회장에 이태영 소장 선출)[3]
- 1984년 9월 2일 덕성여자대학교 내에 교육원을 설치하여 각종 예방교육사업 추진
- 1985년 5월 5일 미국 Washington D.C지부 개소
- 1985년 5월 20일 '상담소의 노래(고은 작사·김순애 작곡) 제정
- 1986년 1월 15일 「가정상담」을 월간으로 등록
- 1986년 4월 1일 맞벌이 부부와 영세민 자녀를 위한 탁아소 개소
- 1986년 10월 5일 「가정헌장」 선포
- 1986년 11월	   미국 Pennsylvania주 Philadelphia지부 개소
- 1987년 2월 25일 「한국가정법률상담소 30년사」발간
- 1987년 6월 9일 익산지부 개소
- 1987년 9월 3일 성남지부 개소
- 1987년 10월 29일 정읍지부 개소
- 1987년 12월 12일 마산지부 개소
- 1988년 1월 7일 교육원을 여성백인회관으로 이전
- 1988년 7월 2일 법무부에 법률구조법인 등록
- 1988년 7월 7일 거제지부 개소
- 1988년 7월 21일 군산지부 개소
- 1988년 11월 17일 제주지부 개소
- 1988년 11월 30일 전주지부 개소
- 1989년 3월 10일 울산지부 개소
- 1989년 5월 19일 청주지부 개소
- 1989년 6월 1일 태백지부 개소
- 1989년 9월	   미국 New Jersey지부 개소
- 1990년 1월 4일 동성동본금혼법 피해자 신고센터 설치
- 1990년 2월 20일 서울특별시청 시민주택상담실 내에 ‘한국가정법률상담소 출장소’설치
- 1990년 3월 26일 대전지부 개소
- 1990년 5월	   미국 California주 Orange County지부 개소
- 1990년 5월 22일 수원지부 개소
- 1990년 12월 3일 춘천지부 개소
- 1991년 5월 30일 안동지부 개소
- 1991년 10월 22일 서울시 위탁 영세가정 어린이를 위한 '중림 어린이집' 개원
- 1992년 1월 25일 「가족법개정운동 37년사」 발간
- 1992년 3월 27일 인천지부 개소
- 1992년 5월 14일 강릉지부 및 진주지부 개소
- 1992년 11월 20일 부천지부 개소
- 1994년 5월 17일 원주지부 개소
- 1995년 2월 28일 제2대 김흥한 소장 취임
- 1995년 6월 8일 목포지부 개소
- 1996년 9월 20일 동해지부 개소
- 1997년 11월 28일 대구지부 개소
- 1998년 8월 20일 서울가정법원으로부터 가정폭력행위자 상담 수탁기관으로 지정
- 1999년 5월 27일 한국가정법률상담소 부설 ‘가정폭력상담소’ 설치
- 1999년 7월 6일 구리지부 및 창원지부 개소
- 1999년 9월 10일 동두천지부 개소
- 2000년 2월 29일 제3대 곽배희 소장 취임
- 2001년 11월 21일 천안지부 개소
- 2002년 5월	   여성부 운영 여성포탈사이트 ‘Women-Net’사이버상담 위탁운영기관으로 선정
- 2002년 6월	   호주제폐지 홍보영화 제작, 보급 및 가정법률상담사례집 「어떻게 할까요」증보판 발행
- 2002년 6월 24일 부평지부 개소
- 2003년 2월 26일 제 4대 이사장으로 윤후정 이사 선임
- 2003년 4월 1일 순천지부 개소
- 2003년 4월 7일 '한국가정법률상담소' 업무표장 등록
- 2004년 2월 20일 이혼전상담교육 신설 운영
- 2004년 2월 25일 서울서부지방검찰청 지정 가정폭력상담소 위촉
- 2004년 6월	   부부재산제 개정 및 양육비 이행 확보 법안 제정 추진 본격화
- 2004년 7월 13일 서울남부지방검찰청 지정 가정폭력상담소 위촉
- 2004년 9월 24일 '가정법률상담소' 업무표장 등록
- 2004년 12월 20일 제 5대 이사장으로 차명희 이사 선임
- 2005년 1월 27일 여성백인회관 재건축으로 세실Ⅱ 빌딩(여의도동 13-17)으로 임시 이전
- 2005년 3월 3일 주도적인 호주제 폐지 운동의 결과, 호주제 폐지를 골자로 한 민법개정안이 국회통과 및 곽배희 소장, 제 4대 소장으로 재임 의결[4]
- 2006년 1월 1일 서울특별시 위탁사업으로 '여성긴급전화 1366' 사업 실시
- 2006년 2월 28일 의정부지방법원 고양지원 가정보호사건 수탁상담소 지정
- 2006년 10월	   서울서부지방법원 이혼전 상담기관 지정
- 2006년 11월 27일 제천지부 개소
- 2007년 10월	   이화여자대 법학전문대학원과 산학프로그램 운영 협약 (현재 5곳 : 서울대, 서강대, 건국대, 전남대)
- 2007년 11월 5일 한국가정법률상담소 회관 준공
- 2008년 3월 26일 한국가정법률상담소 회관 신축 기념식
- 2008년 9월 26일 대한민국 사법60주년 기념 대법원장 표창
- 2008년 12월 2일 가정폭력관련 상담원 교육시설 신고
- 2008년 10월	   다문화가정을 위한 영어상담 본격 시작
- 2008년 11월	   한국가정법률상담소 e뉴스 발송 시작
- 2009년 7월	   인터넷 포털 사이트 "네이트" 가정법률전문 상담 시작
- 2009년 8월	   서울특별시교육청으로부터 교원직무연수 특수 분야 연수기관 지정
- 2009년 8월 20일 법제처로부터 '찾기 쉬운 생활법령정보' 사업 협력기관 지정
- 2009년 10월 28일 [번민하는 이웃과 함께 - 한국가정법률상담소 50년사], [가족법 개정운동 60년사] 발행 및 출판기념회
- 2009년 12월 28일 법무부로부터 '법문화진흥센터' 지정
- 2010년 3월	   포털사이트 다음 "미즈넷" 가정법률상담 시작
- 2011년 3월 28일 서울가정법원 민원실 출장상담 시작
- 2011년 10월 5일 창립55주년 기념식
- 2012년 6월 19일 법률사무종사기관 지정 (법무부)

## 역사
1956년 8월 25일, 법조인 이태영에 의해 여성문제연구원 부설 ‘여성법률상담소’로 창립하였다. 1966년 8월 18일, ‘가정법률상담소’로 명칭을 변경하고, 법무부에 사단법인 등록하였다. 2004년 9월에 '한국가정법률상담소', '가정법률상담소' 업무표장을 등록하였다.
호주제 폐지와 가족법 개정 등에 기여하였다.

## 사업 내용
- 법률구조
  - 법률상담
  - 화해조정과 무료대서
  - 소송구조
- 국내외 지부 설치
- 의식개혁을 위한 교육사업
- 가족법 개정 운동
- 출판 사업 및 홍보 활동

## 출판물
- 《번민하는 이웃과 함께 : 한국가정법률상담소 50년사 :1956-2008》. 한국가정법률상담소출판부. 2009년.
- 《가족법개정운동 60년사 : 1948-2008》. 한국가정법률상담소출판부. 2009년.

## 조직

### 한국가정법률상담소장
- 총무부
- 법률구조부
- 출판홍보부
- 조사연구부
- 도서실

## 지부

### 대한민국 국내 지부
- 중구지부 : 서울특별시 중구 다산동 402-9
- 구리남양주지부 : 경기도 구리시 토평동 984 구리시종합사회복지관 3층
- 평택안성지부 : 경기도 평택시 이충동 591 여성회관 2층
- 인천지부 : 인천광역시 남구 학익2동 25-12 석목법조타운 509호
- 수원지부 : 경기도 수원시 팔달구 매산로3가 산 2-1 시민회관 3층
- 부천지부 : 경기도 부천시 심곡본1동 736-15 4층
- 성남지부 : 경기도 성남시 분당구 하탑로 106(야탑동 610번지) 여성문화회관 1층
- 태백지부 : 강원특별자치도 태백시 장성동 150-72 (태백시 근로자 종합복지관 2층)
- 춘천지부 : 강원특별자치도 춘천시 효자 2동 658-2번지 3층
- 원주지부 : 강원특별자치도 원주시 단구동 618-11
- 강릉지부 : 강원특별자치도 강릉시 포남2동 1295 여성회관 2층
- 동해지부 : 강원특별자치도 동해시 천곡동 962-26
- 청주지부 : 충청북도 청주시 상당구 북문로 2가 116-146 구 여성회관 1층
- 천안지부 : 충청남도 천안시 동남구 신방동 74-19 부흥빌딩 2층
- 제천지부 : 충청북도 제천시 화산동 415번지 문화회관 3층
- 대전지부 : 대전광역시 서구 도마2동 439-6 배재대학교내
- 군산지부 : 전라북도 군산시 중앙로1가 12-7 신생화원 3층
- 정읍지부 : 전라북도 정읍시 연지동 21-2
- 전주지부 : 전라북도 전주시 완산구 서노송동 568-148 전주빌딩 6층
- 익산지부 : 전라북도 익산시 남중동 1가 82-60 삼익피아노 3층
- 순천지부 : 전라남도 순천시 행동 34-3번지
- 광주지부 : 광주광역시 남구 양림동 108-5
- 목포지부 : 전라남도 목포시 산정2동 129-7
- 포항지부 : 경상북도 포항시 북구 장성동 1494-5 율정빌딩 201호
- 안동지부 : 경상북도 안동시 운흥동 139-5 (구)상공회의소 3층
- 대구지부 : 대구광역시 수성구 범어3동 3-19번지 3층
- 거제지부 : 경상남도 거제시 신현읍 고현리 136-2 번지 1층
- 창원마산지부 : 경상남도 창원시 사파동 3번지 대한빌딩 401호
- 진주지부 : 경상남도 진주시 진양호로360 (신앙동 주민센터 3층)
- 울산지부 : 울산광역시 중구 성남동 57-17 2층
- 제주지부 : 제주특별자치도 제주시 이도2동 1063-11 동아빌딩 3층

### 해외 지부
- 한인가정상담소 : 미국 로스앤젤레스
- 미국 오렌지카운티가정상담소 : 미국 캘리포니아
- 한인생활상담소 : 미국 시애틀
- 필라여성회 가정법률상담소 : 미국 필라델피아
- 뉴저지 한인가정상담소 : 미국 뉴저지
- 워싱턴 가정법률상담소 : 미국 워싱턴

## 같이 보기
- 대한법률구조공단
- 가정폭력
- 한국여성의전화
- 이태영
- 곽배희
- 부부클리닉 사랑과 전쟁